# Distretto di Pujehun
Pujehun è un distretto della Sierra Leone situato nella Provincia del Sud.
Il capoluogo del distretto è la città di Pujehun.
| Controllo di autorità | VIAF (EN) 241202423 · LCCN (EN) n84186100 · GND (DE) 4475519-3 · J9U (EN, HE) 987007555368605171 |